# 中村達也 (現代美術家)
中村 達也（なかむら たつや、1975年3月9日 - ）は、大阪在住の現代美術家、放送作家。ギャラリー経営なども行っている。

## 略歴
大阪芸術大学在学中に村上隆のプロデュースを受け、個展デビュー。代表作に「きらめきときめくかがやき」などがある。
4回生の卒業制作展初日に大学職員と衝突し、そのまま中退。その後、基金の援助を受け、ニューヨークに渡り、2年間の滞在制作を終え、帰国後ギャラリーツインスペースを大阪・天満橋で開廊。
その運営費を稼ぐために放送作家になり、活躍している。